# Johann Martin Gumpp der Jüngere
Johann Martin Gumpp der Jüngere (* 26. Juli 1686 in Innsbruck; † 21. September 1765 ebenda) war ein österreichischer Architekt.
Gummp, Sohn des Johann Martin Gumpp, errichtete in seiner Jugend das Türmchen der Ursulinenkirche am Innrain in Innsbruck und das große Heilige Grab in der Wiltener Stiftskirche. Später war er Festungsbauer beim Militär (Burg Ehrenberg bei Reutte und Festung Kufstein), Stadtbefestigung Rheinfelden mit der Burg Stein und Kartograf. Mit 68 Jahren begann er als sein letztes Projekt den Umbau der damals mittelalterlichen Hofburg zur Zeit Maria Theresias in Innsbruck.